# Anne Bonny

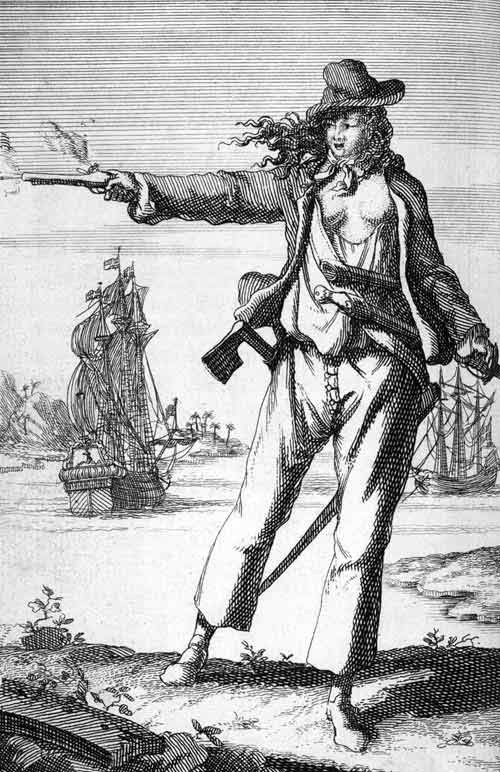
Anne Bonney (XVIII-wieczna grafika)

Anne Bonny (ur. ok. 1698–1700 w Irlandii, zm. 25 kwietnia 1782) – irlandzka piratka.
O jej życiu wiadomo niewiele, a skąpych informacji dostarczają głównie źródła mające charakter legend. Sprzeczne są choćby wiadomości dotyczące daty jej narodzin. Była nieślubnym dzieckiem prawnika Williama Cormaca i jego pokojówki Peg Bennan. Ojciec nie zostawił jej jednak bez środków do życia. Mając zaledwie 19 lat, uciekła do New Providence do portu Nassau. Zyskała tam szacunek wśród piratów. Poznała tam Jacka Rackhama. W 1719 roku wyruszyli razem w morze, kradnąc statek William. Na statku była też inna kobieta – Mary Read, przebrana za angielskiego marynarza, pojmana przez ludzi Rackhama, postanowiła dołączyć do piratów. 
Pewnego dnia piracki statek został zaatakowany przez angielski okręt. Mężczyźni wcześniej upili się rumem, tylko kobiety zostały trzeźwe. Broniły się tylko Anne i Mary oraz jeden pirat, zaś reszta załogi schowała się pod pokładem. Piratów pojmano i przetransportowano na Jamajkę. W 1720 roku odbył się proces Anne Bonny, podczas którego groziła jej kara śmierci, zamieniona na więzienie. Uratował ją fakt, że była w ciąży. Została ułaskawiona (prawdopodobnie ojciec wpłacił zadośćuczynienie), a jej dalsze losy są nieznane i pozostają jedynie hipotezami. Poślubiła Josepha Burleigha, któremu urodziła ośmioro dzieci.

## Kultura
Jej postać pojawia się w wydanej w 2013 roku grze komputerowej Assassin’s Creed IV: Black Flag oraz w serialu "Piraci". 